# Matthew Stafford
(en) Statistiques sur pro-football-reference
John Matthew Stafford, né le 7 février 1988 à Tampa (Floride), est un joueur professionnel américain de football américain évoluant au poste de quarterback pour la franchise des Rams de Los Angeles dans la National Football League (NFL).

## Biographie

### Carrière universitaire
Étudiant à l'Université de Géorgie, il a joué pour les Bulldogs de l'université de Géorgie.

### Carrière professionnelle
| Taille              | Poids            | Bras           | Main          | Sprint   | Sprint   | Sprint   | Shuttle 20 yards | 3 cones drill | Détente        | Détente             | Développé couché | Test Wonderlic |
| Taille              | Poids            | Bras           | Main          | 40 yards | 10 yards | 20 yards | Shuttle 20 yards | 3 cones drill | verticale      | horizontale         | Développé couché | Test Wonderlic |
| 1,89 m (6 ft 2¼ in) | 102 kg (225 lbs) | 84 cm (33¼ in) | 25 cm (10 in) | 4,81 s   | 1,65 s   | 2,76 s   | 4,47 s           | 7,06 s        | 77 cm (30½ in) | 2,72 m (8 ft 11 in) | -                | 38             |

#### Lions de Détroit

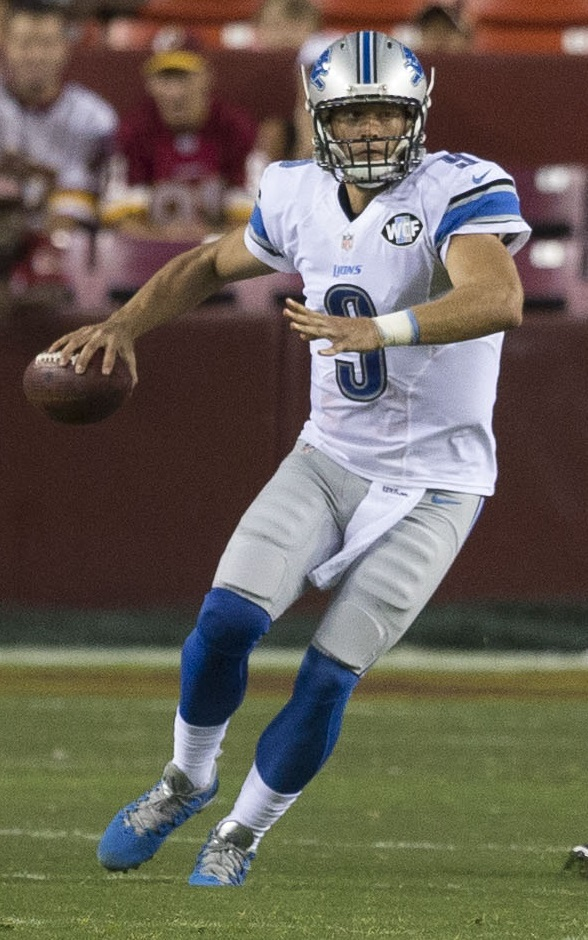
Matthew Stafford en 2015

Il est sélectionné en tant que 1er choix global lors de la draft 2009 de la NFL par la franchise des Lions de Détroit. L'accord avait été conclu une journée avant la séance de sélection. Il signe un contrat de six ans avec les Lions pour un montant de 72 millions de dollars, dont 41,7 millions garantis, un record en NFL à l'époque. Il est titularisé au poste de quarterback dès sa première saison.
Durant la saison 2011 (sa première saison sans blessure), il permet à son équipe de finir sa première saison régulière avec un bilan positif depuis la saison 2000 et la qualifie également pour ses premiers matchs de phase éliminatoire depuis la saison 1999. Ils s'inclinent 28 à 45 dès le tour préliminaire (wild-card) joué contre les Saints de La Nouvelle-Orléans.
En juillet 2013, alors qu'il lui reste encore deux ans de contrat, il trouve un accord avec les Lions et y signe pour 3 saisons supplémentaires pour un montant de 53 millions de dollars.
Il signe en août 2017 un nouveau contrat de 5 ans avec les Lions pour un montant de 135 millions de dollars, dont 92 millions garantis. Il devient à cette époque le joueur le mieux payé de l'histoire de la NFL.

#### Rams de Los Angeles
En février 2021, les Lions de Detroit échangent Matthew Stafford contre Jared Goff et deux choix de premier et troisième tour aux Rams de Los Angeles.
Il remporte le Super Bowl LVI joué le 13 février 2022 contre les Bengals de Cincinnati (23-20).

## Records professionnels
- Plus grand nombre de touchdowns lancés par un quarterback débutant sur un match : 5 ;
- Plus grand nombre de yards gagnés à la passe sur un match sans inscrire de touchdown : 443 ;
- Plus grand nombre de passes tentées sur une saison : 727 ;
- Plus grand nombre de matchs avec au moins 40 passes tentées sur une saison : 13 ;
- Premier joueur à gagner plus de 1 500 yards et à inscrire 14 touchdowns à la passe lors de quatre matchs consécutifs (de la 14e à la 17e journée de la Saison 2011 de la NFL).

## Statistiques

### NCAA
| Année       | Équipe                 | Statut      | MJ |         | Passes   | Passes | Passes | Passes | Passes | Passes | Passes  |       | Courses | Courses | Courses | Courses |
| Année       | Équipe                 | Statut      | MJ | Tentées | Réussies | Pct.   | Yards  | TD     | Int.   | Éval.  | Tentées | Yards | Moy.    | TD      |         |         |
| 2006        | Bulldogs de la Géorgie | Fr.         | 13 | 256     | 135      | 52,7   | 1 749  | 7      | 13     | 109,0  | 47      | 191   | 4,1     | 3       |         |         |
| 2007        | Bulldogs de la Géorgie | So.         | 13 | 348     | 194      | 55,7   | 2 523  | 19     | 10     | 128,9  | 39      | -18   | -0,5    | 2       |         |         |
| 2008        | Bulldogs de la Géorgie | Jr.         | 13 | 383     | 235      | 61,4   | 3 459  | 25     | 10     | 153,5  | 55      | 40    | 0,7     | 1       |         |         |
| Totaux NCAA | Totaux NCAA            | Totaux NCAA | 39 | 987     | 564      | 57,1   | 7 731  | 51     | 33     | 133,3  | 141     | 213   | 1,5     | 6       |         |         |

### NFL
| Légende | Légende                        |
| ------- | ------------------------------ |
|         | A remporté le Super Bowl       |
|         | Record de la NFL               |
|         | Meilleur statistique de la NFL |
| Gras    | Record en carrière             |

| Année              | Équipe              | MJ  |         | Passes   | Passes | Passes | Passes | Passes | Passes | Passes  |       | Courses | Courses | Courses | Courses |     | Sacks  | Sacks |  | Fumbles | Fumbles |
| Année              | Équipe              | MJ  | Tentées | Réussies | Pct.   | Yards  | TD     | Int.   | Éval.  | Tentées | Yards | Moy.    | TD      | Nb.     | Yards   | Nb. | Perdus |       |  |         |         |
| 2009               | Lions de Détroit    | 10  | 377     | 201      | 53,3   | 2 267  | 13     | 20     | 61,0   | 20      | 108   | 5,4     | 2       | 24      | 169     | 4   | 1      |       |  |         |         |
| 2010               | Lions de Détroit    | 3   | 96      | 57       | 59,4   | 535    | 6      | 1      | 91,3   | 4       | 11    | 2,8     | 1       | 4       | 36      | 2   | 1      |       |  |         |         |
| 2011               | Lions de Détroit    | 16  | 663     | 421      | 63,5   | 5 038  | 41     | 16     | 97,2   | 22      | 78    | 3,5     | 0       | 36      | 257     | 5   | 1      |       |  |         |         |
| 2012               | Lions de Détroit    | 16  | 727     | 435      | 59,8   | 4 967  | 20     | 17     | 79,8   | 35      | 126   | 3,6     | 4       | 29      | 212     | 6   | 4      |       |  |         |         |
| 2013               | Lions de Détroit    | 16  | 634     | 371      | 58,5   | 4 650  | 29     | 19     | 84,2   | 37      | 69    | 1,9     | 2       | 23      | 168     | 12  | 4      |       |  |         |         |
| 2014               | Lions de Détroit    | 16  | 602     | 363      | 60,3   | 4 257  | 22     | 12     | 85,7   | 43      | 93    | 2,2     | 2       | 45      | 254     | 8   | 3      |       |  |         |         |
| 2015               | Lions de Détroit    | 16  | 592     | 398      | 67,2   | 4 262  | 32     | 13     | 97,0   | 44      | 159   | 3,6     | 1       | 44      | 251     | 4   | 2      |       |  |         |         |
| 2016               | Lions de Détroit    | 16  | 594     | 388      | 65,3   | 4 327  | 24     | 10     | 93,3   | 37      | 207   | 5,6     | 2       | 37      | 216     | 3   | 2      |       |  |         |         |
| 2017               | Lions de Détroit    | 16  | 565     | 371      | 65,7   | 4 446  | 29     | 10     | 99,3   | 29      | 98    | 3,4     | 0       | 47      | 287     | 11  | 7      |       |  |         |         |
| 2018               | Lions de Détroit    | 16  | 555     | 367      | 66,1   | 3 777  | 21     | 11     | 89,9   | 25      | 71    | 2,8     | 0       | 40      | 255     | 6   | 4      |       |  |         |         |
| 2019               | Lions de Détroit    | 8   | 291     | 187      | 64,3   | 2 499  | 19     | 5      | 106    | 20      | 66    | 3,3     | 0       | 18      | 137     | 5   | 3      |       |  |         |         |
| 2020               | Lions de Détroit    | 16  | 528     | 339      | 64,2   | 4 084  | 26     | 10     | 96,3   | 29      | 112   | 3,9     | 0       | 38      | 254     | 2   | 1      |       |  |         |         |
| 2021               | Rams de Los Angeles | 17  | 601     | 404      | 67,2   | 4 886  | 41     | 17     | 102,9  | 32      | 43    | 1,3     | 0       | 30      | 243     | 5   | 2      |       |  |         |         |
| Totaux en carrière | Totaux en carrière  | 182 | 6 825   | 4 302    | 63,0   | 49 995 | 323    | 161    | 91,1   | 377     | 1 241 | 3,3     | 14      | 415     | 2 739   | 73  | 35     |       |  |         |         |

| Année              | Équipe              | MJ |         | Passes   | Passes | Passes | Passes | Passes | Passes | Passes  |       | Courses | Courses | Courses | Courses |     | Sacks  | Sacks |  | Fumbles | Fumbles |
| Année              | Équipe              | MJ | Tentées | Réussies | Pct.   | Yards  | TD     | Int.   | Éval.  | Tentées | Yards | Moy.    | TD      | Nb.     | Yards   | Nb. | Perdus |       |  |         |         |
| 2011               | Lions de Détroit    | 1  | 43      | 28       | 65,1   | 380    | 3      | 2      | 97,0   | 2       | 1     | 0,5     | 1       | 0       | 0       | 0   | 0      |       |  |         |         |
| 2014               | Lions de Détroit    | 1  | 42      | 28       | 66,6   | 323    | 1      | 1      | 87,7   | 1       | 9     | 9,0     | 0       | 3       | 16      | 2   | 2      |       |  |         |         |
| 2016               | Lions de Détroit    | 1  | 32      | 18       | 56,3   | 205    | 0      | 0      | 75,7   | 3       | 15    | 5,0     | 0       | 3       | 23      | 0   | 0      |       |  |         |         |
| 2021               | Rams de Los Angeles | 4  | 140     | 98       | 70     | 1 188  | 9      | 3      | 108,3  | 18      | 42    | 2,3     | 2       | 7       | 42      | 0   | 0      |       |  |         |         |
| Totaux en carrière | Totaux en carrière  | 7  | 257     | 172      | 66,9   | 2 096  | 13     | 6      | 99     | 24      | 67    | 2,8     | 3       | 13      | 81      | 2   | 2      |       |  |         |         |